# Pascal Bernard
Pour les articles homonymes, voir Bernard et Pascal Bernard (homonymie).
Pascal Bernard (né en 1972) est un auteur de jeux de société et de jeux vidéo français. Il sort diplômé de l'École Spéciale d'Architecture (ESA, Paris) de Paris en 1995. Il fut notamment l'élève de Paul Virilio et d'Odile Decq.  D'abord architecte, il s'oriente rapidement vers les jeux de société et travaille dans l’édition.
Il est chroniqueur dans plusieurs magazines ou émissions : Canal Web (2001 à 2002), Lotus Noir (2002), Mana Rouge, Jeux Pro, Ravage, Cyberstratégie, Bella Sara.
Pascal Bernard travaille comme auteur et game designer indépendant. Il collabore avec des éditeurs tels que Asmodee Digital, Games UP, Ravensburger, Hasbro ou encore Hachette.
Il a été lead game designer chez Microïd dans les années 90. Il collabore durant plusieurs années comme game designer indépendant avec les studios Days of Wonder et Games Up.
Depuis 2011 il propose des ateliers de création de jeux de plateaux et world building au sein de l'école Supinfogame Rubika à Valenciennes. 
En parallèle, il poursuit son travail comme auteur indépendant et consacre une grande partie de son œuvre à l'étude de l'Histoire, de la matière France ainsi que les grandes guerres historiques, et à leur adaptation en objets ludiques.

## Ludographie

### Jeux de société

#### Seul auteur
- Montjoie !, 1998, Tilsit
- Azteca, 1998, Tilsit
- Revolucion, 1999, Tilsit
- Le Bal des sorcières, 1999, Tilsit
- Les Cochons de l'espace, 1999, Tilsit
- Le Bal des sorcières, 1999, Tilsit
- Furby Galax, 1999, Tilsit / Hasbro
- Furby Carnaval, 1999, Tilsit / Hasbro
- Furby Circus, 1999, Tilsit / Hasbro
- Mon Petit Poney, 2000, Tilsit / Hasbro
- Gastérospeed - Les Gros Bourgognes, 2000, Tilsit
- Gastérospeed - Les Petits Gris, 2000, Tilsit
- König Nimmersatt, 2000, Schmidt Spiele
- Samouraï et Katana, 2000, Tilsit
- Space Blabla, 2000, Asmodée
- XIII - le jeu, 2001, Week End Games
- Tape Coco, 2003, Ravensburger
- La Route de la soie, 2003, Backstab (encart)
- La Course aux fruits, 2004, Asmodée
- Arthur et les Minimoys - À la recherche d'Archibald, 2006, Asmodée
- Spiderman 3 - jeu de cartes, 2007, Ravensburger
- Renaissance, 2007, Asmodée
- Der Boss, 2007, Piatnik
- Plus belle la vie, 2007, Week End Games
- Pékin Express, 2008, M6
- Monstratack, 2008, Ravensburger
- Héros du monde, 2008, Sirius
- Un diner presque parfait, 2009, M6
- Les 3 Mousquetaires, 2009, Sirius
- Les Aventures de Tintin, 2011, Tactic
- Time of Legends: Joan of Arc et toutes ses extensions, 2018, Mythic Games
- Highway to Hell, 2019, The Red Joker

#### AvecDidier Jacobée
- Risk édition Napoléon, 1999, Tilsit

#### AvecMichel Lalet
- M6 Plus vite que la musique, 2005, Hasbro / M6

#### AvecJulien BlondeletMichael Croitoriu
- Noodles, 2006, Nekokorp

#### AvecMurat Célébi
- Eollis, 2006, Hasgaard

Pascal Bernard a également collaboré à divers jeux : Monopoly Lyon (Tilsit), Monopoly Guadeloupe et Martinique (Tilsit), Trivial Pursuit Castorama (Tilsit), Trivial Pursuit Jacques Vabres (Tilsit),  Apprends moi… (MB), ¥€$ (Ravensburger), les Voleurs de Bagdad (Tilsit), Vox Populi (Tilsit), Le Grand Alchimiste (Tilsit), Méga Blast (Tilsit), Amazones (Lui-même).

#### AvecPatrick Receveur
- Heroes of Normandie the Tactical Card Game et toutes ses extensions, 2016, Devil Pig Games

#### Avec Pierre-Olivier Barome
- Alien Menace, 2011, Hazgaard Editions
- Opération Commando: Pegasus Bridge, 2014, Ajax Games
- La Vallée des Rois, 2016,  The Red Joker
- Opération Commando: Sainte-Mère-Église, 2019, Ajax Games

### Jeux de cartes à collectionner
- Beyblayde, 2003, Hasbro : Carta Mundi
- Arthur et les Minimoys, 2006, Asmodée
- Dofus/Wakfu, 2007, Upper Deck

### Jeux vidéo
- Times of Conflict, 2000, Eugen Systems / Microïds (collaboration)
- Les Terres de l'ouest, 2000, Microïds (scénarisation)
- War and Peace, 2002, Microïds (conception)
- Montjoie !, 2008, AGEOD